# Chalcides manueli
Chalcides manueli là một loài thằn lằn trong họ Scincidae. Loài này được Hediger mô tả khoa học đầu tiên năm 1935.